# Caradrina cubicularis
Caradrina cubicularis är en fjärilsart som beskrevs av Herrich-Schäffer. Caradrina cubicularis ingår i släktet Caradrina och familjen nattflyn. Inga underarter finns listade i Catalogue of Life.